# Сумы (футбольный клуб, 2016)
«Су́мы» (укр. «Суми») — украинский футбольный клуб из одноимённого города. Основан в 2016 году. Домашние матчи проводил на стадионе «Юбилейный»

## Названия
- 2016—2020 — «LS Group» (Верхняя Сыроватка)
- 2020—н. в. — «Сумы» (Сумы)

## История
Клуб был основан в 2016 году, в селе Верхняя Сыроватка Сумского района. Инициатором создания стал Геннадий Демьяненко, глава адвокатского объединения «LS Group», в честь которого команда и получила свое первое название. Первое время после создания клуб выступал в турнирах районного уровня, а в 2018 году дебютировал в чемпионате Сумской области, где в первом же сезоне стал бронзовым призёром, а уже в следующем году смог завоевать титул чемпиона Сумщины. Также команда становилась финалистом и обладателем областного кубка.
В марте 2020 года клуб переехал в областной центр, перешёл в муниципальную собственность и был переименован в «Сумы». Позднее, в том же году, команда впервые приняла участие в любительском чемпионате Украины. В 2021 году клуб прошёл аттестацию для участия во второй лиге чемпионата Украины. Дебютную игру на профессиональном уровне «Сумы» провели 25 июля 2021 года, в Полтаве, уступив местному СК «Полтава» со счётом 3:0.
В 2022 году, после вторжения в Украину российских войск руководством клуба было принято решение приостановить выступления в чемпионате Украины

## Достижения
- Чемпионат Сумской области
  - Победитель: 2019
  - Бронзовый призёр: 2018
- Кубок Сумской области
  - Победитель: 2018
  - Финалист: 2019

## Руководство
- Глава наблюдательного совета: Александр Лысенко
- Начальник команды: Александр Бондаренко
- Администратор: Алексей Виноградов

## Главные тренеры
- Сергей Страшненко (2020—2021)
- Валерий Куценко (2021)
- Александр Бондаренко (2021—2022)
- Евгений Яровенко (2022)